# Benno Hann von Weyhern
Otto Rudolf Benno Hann von Weyhern Sr. fue un General de Caballería prusiano durante la Primera Guerra de Schleswig, la guerra austro-prusiana y la guerra franco-prusiana. Comandó la 2.ª División de Caballería durante la batalla de Königgrätz. 

## Origen
Benno Hann von Weyhern provenía de la familia von Hann, ennoblecida en 1752, que también se llamaba a sí misma “Hann von Weyhern”, en referencia a su finca familiar en Weyhern en el Alto Palatinado. Sus padres eran el Mayor General Josef Hann von Weyhern (1765-1840) y Christiane Caroline Elisabeth Hermann.

## Primeros años y Primera Guerra de Schleswig
Hann von Weyhern empezó su carrera militar en 1821 en la escuela de cadetes sajona en Dresde. En 1824, se pasó al servicio prusiano y fue empleado en el 3.º Regimiento de Húsares. Ahí fue promovido a Rittmeister y jefe de escuadrón para 1844. En 1848, Hann von Weyhern tomó parte en las batallas de Dybbøl, Fredericia y Woyens durante la Primera Guerra de Schleswig. Sin embargo, en el mismo año se retiró con una pensión y el derecho a llevar su uniforme regimental. En 1849 recibió una promoción a mayor y permiso para ingresar en el servicio en la guerra. El mismo año, Hann von Weyhern se convirtió en teniente coronel y comandante del 1.º Regimiento de Dragones en el Ejército de Schleswig-Holstein. Así que se enfrentó de nuevo contra Dinamarca en el campo y tomó parte en la batalla de Kolding pero para 1850, abandonó el servicio en Schleswig-Holstein.
En 1852 Hann von Weyhern retornó al servicio prusiano y fue empleado con la licencia de mayor à la suite en el 2.º Regimiento de Dragones. En 1853, fue empleado como director de la escuela de equitación militar en Schwedt. En 1856, Hann von Weyhern se convirtió en comandante del 5.º Regimiento de Húsares y fue promovido a teniente coronel en el mismo año y a coronel en 1859. También recibió un empleo à la suite como comandante de la 10.ª Brigada de Caballería y fue puesto al cargo de la 7.ª Brigada de Caballería el mismo año. En 1863, fue promovido a mayor general.

## Guerra austro-prusiana
Durante la movilización para la guerra austro-prusiana, Hann von Weyhern era comandante de la 2.ª División de Caballería del Primer Ejército. Participó en las batallas de Podol, Münchengrätz y Blumenau así como en la batalla de Königgrätz. El 17 de septiembre de 1866, Hann von Weyhern se convirtió en comandante de la 4.ª División y tres días después fue ascendido a Teniente General y condecorado con la Orden de la Corona, de 2.ª clase con espadas.
En la guerra franco-prusiana, Hann von Weyhern luchó en las batallas de Gravelotte, Villiers, en el sitio de Metz y París, y en la batalla de Dijon. Se le concedieron ambas clases de la Cruz de Hierro, y se convirtió en comandante general del II Cuerpo de Ejército en 1871 y fue promovido a General de Caballería. Como jefe del 5.º Regimiento de Húsares desde 1872, Hann von Weyhern recibió la Gran cruz de la Orden del Águila Roja a principios de septiembre de 1873 con hojas de roble y espadas. Al año siguiente acompañó al Príncipe de la Corona Federico a San Petersburgo donde el zar Alejandro II le concedió la Orden de Alejandro Nevski. El emperador Guillermo I honró a Hann von Weyhern a mediados de septiembre de 1879 con la Orden del Águila Negra. Abandonando su puesto como comandante regimiental, Hann von Weyhern se retiró el 17 de junio de 1881 y se le concedió la Orden de Hohenzollern.

## Vida personal
Hann von Weyhern se casó con Bertha Elisabeth Dorothea von Boltenstern (1811-1881) el 2 de febrero de 1832 en Halle (Saale), que era hija del mayor prusiano Magnus Ferdinand Wilhelm Franz von Boltenstern (1786-1814). El matrimonio tuvo dos hijos:
- Benno Hann von Weyhern Jr. (1833-1912), teniente general prusiano ⚭ 1857 Julie Charlotte Friederike Adelaide von Kahle (* 1840)
- Hedwig Beate Mathilde Karoline (* 1850) ⚭ 1872 Robert Henning von Heyden, Señor de Obernitz, chambelán ducal de Sajonia-Meiningen, capitán prusiano y caballero de la Orden de San Juan